# Пацаловський Віталій Володимирович
Віталій Володимирович Пацаловський (1993—2024) — солдат Збройних сил України, учасник російсько-української війни. Герой України (2025, посмертно).

## Життєпис
Народився 6 лютого 1993 року в місті Чернігів, там закінчив школу № 28 та училище № 6. 
З початком повномасштабного російського вторгнення приєднався до лав Збройних сил України. 
Загинув 23 травня 2024 року під час виконання бойового завдання на Донеччині.

## Нагороди
- звання Герой України з удостоєнням ордена Золота Зірка (21 лютого 2025, посмертно) — за особисту мужність і героїзм, виявлені у захисті державного суверенітету та територіальної цілісності України, самовіддане служіння Українському народові[1].